# Arros-de-Nay
Arros-de-Nay là một xã thuộc tỉnh Pyrénées-Atlantiques trong vùng Aquitaine ở tây nam nước Pháp. Xã này nằm ở khu vực có độ cao trung bình 236 mét trên mực nước biển.